# کنچوبه
کنچوبه روستایی گردشگری در مجاور قلعه قهقهه است که در استان اردبیل، شهرستان مشگین‌شهر، بخش مرادلو، دهستان یافت قرار دارد.

## جمعیت
بر اساس سرشماری سال ۱۳۸۵ جمعیت این روستا ۷۲۷ نفر با ۱۶۰ خانوار بوده‌است.